# Unia na rzecz Demokracji i Postępu Społecznego
Unia na rzecz Demokracji i Postępu Społecznego (fr. Union pour la Démocratie et le Progrès Social, UDPS) – kongijska partia polityczna. Została założona 15 lutego 1982 przez grupę 13 parlamentarzystów z Étienne’em Tshisekedim na czele, domagających się, by niepodzielnie rządzący Zairem Mobutu Sese Seko wprowadził demokrację i system wielopartyjny. 
Étienne Tshisekedi stał na czele partii do swojej śmierci w lutym 2017 roku. Od 31 marca 2018 funkcję przewodniczącego pełni Félix Tshisekedi (syn Étienne'a).